# Dukat (gmina Bosilegrad)
Dukat (cyr. Дукат) – wieś w Serbii, w okręgu pczyńskim, w gminie Bosilegrad. W 2011 roku liczyła 260 mieszkańców.